# Nejdek (nádraží)
Nejdek je železniční stanice v jižní části města Nejdek v okrese Karlovy Vary v Karlovarském kraji ležící nedaleko řeky Rolavy. Leží na neelektrizované jednokolejné trati Karlovy Vary – Johanngeorgenstadt. Přímo před stanicí je umístěn autobusový terminál. Ve městě se dále nachází železniční zastávky Nejdek-Oldřichov, Nejdek-Sejfy, Nejdek-Suchá, Nejdek-Tisová a Nejdek zastávka.

## Historie
19. září 1870 byla otevřeno nádraží v Chodově v rámci budování trati z Chomutova do Chebu podél řeky Ohře, čímž došlo k napojení dalších hnědouhelných důlních oblastí, včetně tech v sokolovské pánvi. Výstavbu a provoz trati financovala a provozovala soukromá společnost Buštěhradská dráha.
Stanice v Nejdku byla otevřena 2. října 1881 Rakouskou společností místních drah z Chodova, roku 1899 prodloužené společností Místní dráha Karlovy Vary-Johanngeorgenstadt až do saského města Johanngeorgenstadt. Nádražní budova zde vznikla dle typizovaného stavebního vzoru.
Po zestátnění ÖLEG v roce 1894 pak obsluhovala stanici jedna společnost, Císařsko-královské státní dráhy (kkStB), po roce 1918 pak správu přebraly Československé státní dráhy, místní dráha byla zestátněna až roku 1925.

## Popis
Nacházejí se zde dvě nekrytá jednostranná vnitřní nástupiště, k příchodu k vlakům slouží přechody přes koleje.